# Elezioni legislative in Francia del 2012
      Fronte di Sinistra: 10 seggi
      Partito Socialista: 280 seggi
      Partito Radicale di Sinistra: 12 seggi
      Europa Ecologia I Verdi: 17 seggi
      Divers Gauche: 22 seggi
      Regionalisti: 2 seggi
      Il Centro per la Francia: 2 seggi
      Nuovo Centro: 12 seggi
      Partito Radicale: 6 seggi
      Divers Droite: 15 seggi
      Alleanza Centrista: 2 seggi
      Unione per un Movimento Popolare: 194 seggi
      Fronte Nazionale: 2 seggi
      Estrema Destra : 1 seggio

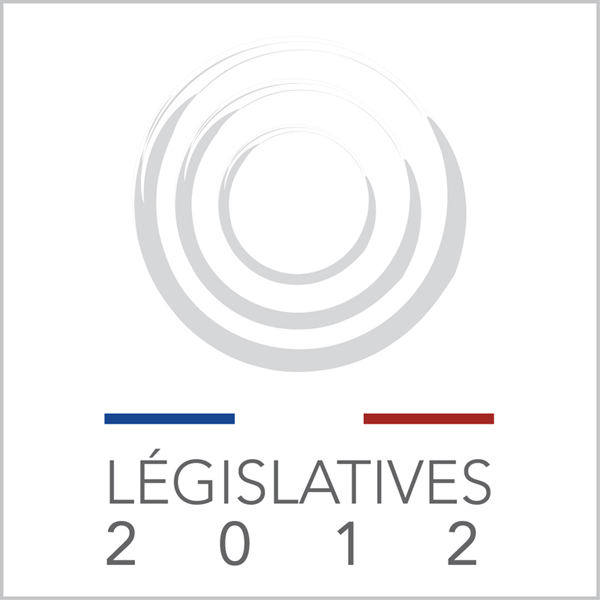
Logo ufficiale delle elezioni legislative del 2012

Mappa dei risultati

Rappresentazione grafica dei risultati:
Fronte di Sinistra: 10 seggi
Partito Socialista: 280 seggi
Partito Radicale di Sinistra: 12 seggi
Europa Ecologia I Verdi: 17 seggi
Divers Gauche: 22 seggi
Regionalisti: 2 seggi
Il Centro per la Francia: 2 seggi
Nuovo Centro: 12 seggi
Partito Radicale: 6 seggi
Divers Droite: 15 seggi
Alleanza Centrista: 2 seggi
Unione per un Movimento Popolare: 194 seggi
Fronte Nazionale: 2 seggi
Estrema Destra : 1 seggio

Le elezioni legislative in Francia del 2012 si sono tenute il 10 (primo turno) e il 17 giugno (secondo turno); hanno fatto seguito alle elezioni presidenziali (svoltesi il 22 aprile e il 6 maggio precedenti) e hanno inaugurato la XIV legislatura della Quinta Repubblica.
Le elezioni hanno visto la vittoria del Partito Socialista, nell'ambito della coalizione di sinistra Maggioranza presidenziale. Primo ministro è stato riconfermato Jean-Marc Ayrault.

## Contesto

### Quadro politico
Queste elezioni legislative fanno parte della stessa sequenza elettorale che comprende le elezioni presidenziali del 2012; in effetti, con la riforma costituzionale del 2000 e l'instaurazione del quinquennato presidenziale, le elezioni legislative si tengono 5 settimane dopo quelle presidenziali.
Queste elezioni legislative sono marcate da due cambiamenti importanti, dovuti alla modifica costituzionale del 23 luglio 2008:
- la nuova divisione dei collegi elettorali, effettuata nel 2010, per adeguare le circoscrizioni elettorali alle modificazioni demografiche, e
- l'elezione per la prima volta di 11 deputati rappresentanti i Francesi all'estero; mantenendo sempre il numero di 577 deputati.

Anche a seguito della vittoria di François Hollande alle elezioni presidenziali in Francia del 2012, i sondaggi prevedono che le elezioni legislative vedranno la vittoria della maggioranza presidenziale.
Cinque scenari erano ipotizzati:
- Il Partito Socialista ottiene la maggioranza assoluta dei seggi (almeno 289 deputati);
- Il Partito Socialista ottiene una maggioranza relativa, ma la coalizione "Maggioranza presidenziale" (che comprende anche Europa Ecologia I Verdi e Partito Radicale di Sinistra) ottiene la maggioranza assoluta;
- La coalizione "Maggioranza presidenziale" (i tre partiti succitati) ottiene una maggioranza relativa, e deve quindi fare una coalizione di governo con il Fronte di Sinistra;
- La coalizione "Maggioranza presidenziale" (i tre partiti succitati) ottiene una maggioranza relativa, e cerca quindi una maggioranza legge per legge con il Fronte di Sinistra e/o con il MoDem;
- La coalizione di centro-destra ottiene la maggioranza assoluta dei seggi, e, dal momento che questa è in grado di censurare il governo Ayrault I, l'elezione conduce ad una coabitazione o ad un governo di unità nazionale; ipotesi difficile nella realtà, ma teoricamente possibile[2].

I sondaggi sono contraddittori e danno alternativamente i partiti della maggioranza presidenziale di sinistra (PS-EELV-PRG) o del centro-destra (UMP-NC) in testa al primo turno; tuttavia, a causa della spinta elettorale del Fronte Nazionale, il numero di elezioni triangolari aumenterebbe di molto, e ciò permetterebbe alla sinistra di ottenere una maggioranza.
Il ballottaggio alla francese alle legislative non è tra i primi due candidati in testa, ma tra tutti i candidati che hanno superato lo sbarramento del 12,5% degli elettori iscritti; quindi se in un collegio un duello UMP-PS vedrebbe vincente il candidato UMP, nello stesso collegio un eventuale triello FN-UMP-PS vedrebbe con tutta probabilità prevalere il candidato PS, perché tutta la sinistra voterebbe per lui, mentre la destra (maggioritaria) sarebbe divisa tra due candidati.

### Partiti
Partito Socialista
Il Partito Socialista presenta o sostiene dei candidati in tutte le circoscrizioni. Il PS aveva passato degli accordi elettorali con EELV, con il PRG e con altri partiti minori di sinistra.
Alla fine il PS ottiene 280 deputati, di 2 eletti in Guyana (Chantal Berthelot, del movimento À gauche en Guyane, e Gabriel Serville, del Partito Socialista Guayanese, che aderisce al gruppo Gauche démocrate et républicaine). Costituisce un gruppo parlamentare di 295 deputati, con 16 divers gauche.
Unione per un Movimento Popolare
L'Unione per un Movimento Popolare presenta 501 candidati, i rimanenti sono in funzione degli accordi con gli altri partiti di centro-destra: in particolare col Partito cristiano-democratico e il Centro Nazionale degli Indipendenti e dei Contadini, ma anche con Nuovo Centro, République solidaire, Partito Radicale, ecc.
Fronte Nazionale
Il Fronte Nazionale lancia il cartello elettorale Rassemblement bleu Marine (RBM), con l'obiettivo di allargare la propria base elettorale includendo anche altri movimenti di estrema destra. Sotto questa etichetta vi sono candidati provenienti dal Fronte Nazionale, da Souveraineté, identité et libertés (SIEL) ma anche candidati indipendenti. Alla fine sono eletti 2 deputati: Marion Maréchal-Le Pen (FN-RBM) e Gilbert Collard (apparentato FN-RBM).
Fronte di Sinistra
Il Fronte di Sinistra è una coalizione che comprende diversi partiti, anche se tra i due turni delle elezioni presidenziali aveva inviato a votare Hollande contro Sarkozy, non sono in coalizione con la maggioranza presidenziale. Alla fine il Fronte di Sinistra elegge 10 deputati così divisi: 7 per il Partito Comunista Francese, 1 per il Partito di Sinistra e 2 per la Fédération pour une alternative sociale et écologique; ma riesce a creare un gruppo parlamentare grazie all'ingresso di 3 deputati divers gauche e dei 2 deputati MIM.
Europa Ecologia I Verdi
Europa Ecologia I Verdi presenta dei candidati in quasi tutte le circoscrizioni, ma in accordo con il PS con il quale aveva fatto un accordo elettorale. Alla fine EELV ottiene 17 deputati e può così costituire un gruppo parlamentare autonomo, composto da 18 deputati (il 18º è Paul Molac, esponente dell'Union démocratique bretonne, eletto sotto l'etichetta DVG).
Centre pour la France
Il Movimento Democratico lancia il cartello elettorale Centre pour la France, con l'obiettivo di allargare la propria base elettorale includendo anche altri movimenti centristi; inoltre sostiene alcuni candidati del Nuovo Centro, dell'Alleanza Centrista, del Partito Radicale o del Partito Radicale di Sinistra in funzione dei contesti locali.
Alla fine il Movimento Democratico ottiene 2 deputati: Thierry Robert, che aderisce al gruppo radicale, e Jean Lassalle, compreso nei non iscritti. Il leader François Bayrou è battuto nel suo collegio (che deteneva dal 1986) al secondo turno, che vedeva tre sfidanti (UMP-MD-PS); in passato l'UMP non poneva dei candidati contro Bayrou nel suo collegio, mentre la scelta contraria è stata ricollegata al sostegno di Bayrou a Hollande contro Sarkozy.
Altri partiti di centro-destra
Altri partiti di centro-destra sono Nuovo Centro, Partito Radicale e Alleanza Centrista.
Debout la République ottiene 2 seggi: uno, Nicolas Dupont-Aignan, sotto l'etichetta DVD; l'altro, François-Xavier Villain, sotto l'etichetta UMP.
Il Movimento per la Francia ottiene un seggio, con Véronique Besse, eletta sotto l'etichetta ministeriale DVD.
All'inizio della legislatura si costituisce il gruppo parlamentare dell'Unione dei Democratici e degli Indipendenti (UDI), comprendente 29 seggi: ad esso aderiscono i 12 deputati eletti con NC, 5 dei 6 eletti col PR, i 2 eletti con AC, 6 eletti sotto l'etichetta DVD e 4 eletti nelle file dell'UMP (tra cui Villain di Debout la République e Gilles Bourdouleix del Centro Nazionale degli Indipendenti e dei Contadini).
Altri partiti di centro-sinistra
Il Partito Radicale di Sinistra ottiene 12 eletti, ma grazie ad altri 4 deputati (3 eletti sotto l'etichetta divers gauche, uno nel Centre pour la France) può creare un gruppo parlamentare.
Regionalisti
Il Movimento Indipendentista Martinicano ottiene 2 deputati: Alfred Marie-Jeanne e Jean-Philippe Nilor.
Estrema sinistra
L'estrema sinistra comprende diversi partiti: Lotta Operaia (affiliato a Combat ouvrier alle Antille francesi), Nuovo Partito Anticapitalista, Parti ouvrier indépendant; presentandosi separati e non uniti, non ottengono alcun seggio.
Estrema destra
La Ligue du Sud ottiene un seggio, Jacques Bompard.

## Risultati
| Liste                                  | Primo turno | Primo turno | Primo turno | Secondo turno | Secondo turno | Secondo turno | Totale seggi |
| Liste                                  | Voti        | %           | Seggi       | Voti          | %             | Seggi         | Totale seggi |
| -------------------------------------- | ----------- | ----------- | ----------- | ------------- | ------------- | ------------- | ------------ |
| Partito Socialista (SOC)               | 7.618.326   | 29,35       | 22          | 9.420.889     | 40,91         | 258           | 280          |
| Unione per un Movimento Popolare (UMP) | 7.037.268   | 27,12       | 9           | 8.740.628     | 37,95         | 185           | 194          |
| Fronte Nazionale (FN)                  | 3.528.663   | 13,60       | -           | 842.695       | 3,66          | 2             | 2            |
| Fronte di Sinistra (FG)                | 1.793.192   | 6,91        | -           | 249.498       | 1,08          | 10            | 10           |
| Europa Ecologia I Verdi (VEC)          | 1.418.264   | 5,46        | 1           | 829.036       | 3,60          | 16            | 17           |
| Divers droite (DVD)                    | 910.034     | 3,51        | 1           | 417.940       | 1,81          | 14            | 15           |
| Divers gauche (DVG)                    | 881.555     | 3,40        | 1           | 709.395       | 3,08          | 21            | 22           |
| Nuovo Centro (NCE)                     | 569.897     | 2,20        | 1           | 568.319       | 2,47          | 11            | 12           |
| Centro per la Francia (CEN)            | 458.098     | 1,77        | -           | 113.196       | 0,49          | 2             | 2            |
| Partito Radicale di Sinistra (RDG)     | 428.898     | 1,65        | 1           | 538.331       | 2,34          | 11            | 12           |
| Partito Radicale (PRV)                 | 321.124     | 1,24        | -           | 311.199       | 1,35          | 6             | 6            |
| Estrema sinistra (EXG)                 | 253.386     | 0,98        | -           | N.D.          | N.D.          | N.D.          | -            |
| Ecologisti (ECO)                       | 249.068     | 0,96        | -           | N.D.          | N.D.          | N.D.          | -            |
| Alleanza Centrista (ALLI)              | 156.026     | 0,60        | -           | 123.132       | 0,53          | 2             | 2            |
| Regionalisti (REG)                     | 145.809     | 0,56        | -           | 135.312       | 0,59          | 2             | 2            |
| Estrema destra (EXD)                   | 49.499      | 0,19        | -           | 29.738        | 0,13          | 1             | 1            |
| Altri (AUT)                            | 133.752     | 0,52        | -           | N.D.          | N.D.          | N.D.          | -            |
| Totale                                 | 25.952.859  |             | 36          | 23.029.308    |               | 541           | 577          |

## Gruppi parlamentari
All'inizio della legislatura sono costituiti i seguenti gruppi parlamentari.
| Gruppo | Gruppo                                                 | Liste di elezione                                                                     | Membri | App. | Totale |
| ------ | ------------------------------------------------------ | ------------------------------------------------------------------------------------- | ------ | ---- | ------ |
|        | Socialiste, républicain et citoyen (SRC)               | Partito Socialista (PS) 280 -1 GDR +16 DVG                                            | 279    | 16   | 295    |
|        | Union pour un mouvement populaire (UMP)                | Unione per un Movimento Popolare (UMP) 194 -4 UDI +5 DVD +1 PR                        | 185    | 11   | 196    |
|        | Union des démocrates et indépendants (UDI)             | Unione dei Democratici e degli Indipendenti (UDI) 12 NCE +5 PRV +2 ALLI +6 DVD +4 UMP | 29     | 0    | 29     |
|        | Écologiste (ECOLO)                                     | Europa Ecologia I Verdi (EELV) 17 +1 DVG                                              | 18     | 0    | 18     |
|        | Radical, républicain, démocrate et progressiste (RRDP) | Partito Radicale di Sinistra (PRG) 12 +2 DVG + 1 CEN                                  | 15     | 0    | 15     |
|        | Gauche démocrate et républicaine (GDR)                 | Fronte di Sinistra (FG) 10 +2 REG +2 DVG +1 PS                                        | 15     | 0    | 15     |
|        | Non inscrits                                           | 4 DVD, 2 FN, 1 CEN, 1 EXD, 1 DVG                                                      | 9      | 0    | 9      |
| Totale | Totale                                                 | Totale                                                                                | 550    | 27   | 577    |